# NGC 295
NGC 295 ist eine Spiralgalaxie vom Hubble-Typ Sbc im Sternbild Fische. Sie ist schätzungsweise 213 Millionen Lichtjahre von der Milchstraße entfernt und hat einen Durchmesser von etwa 40.000 Lichtjahren. 

Das Objekt wurde am 26. Oktober 1872 von dem deutschen Astronomen Ralph Copeland entdeckt. Die eigentliche von Copeland angegebene Position von NGC 295 liegt in der Nähe der Position der Galaxie NGC 296, aber ein Stern 10. Größenklasse, der sich ganz in der Nähe im Nordosten befinden soll, stimmt überhaupt nicht mit Copelands Beschreibung überein. Daher wird NGC 295 von mehreren Quellen als die Galaxie NGC 296 oder als ein verlorenes Objekt betrachtet. Neuste Untersuchungen legen jedoch nahe, dass eher das optische Galaxienpaar PGC 3555 und PGC 3575 beobachtet wurde.